# Christian Frederik Hansen

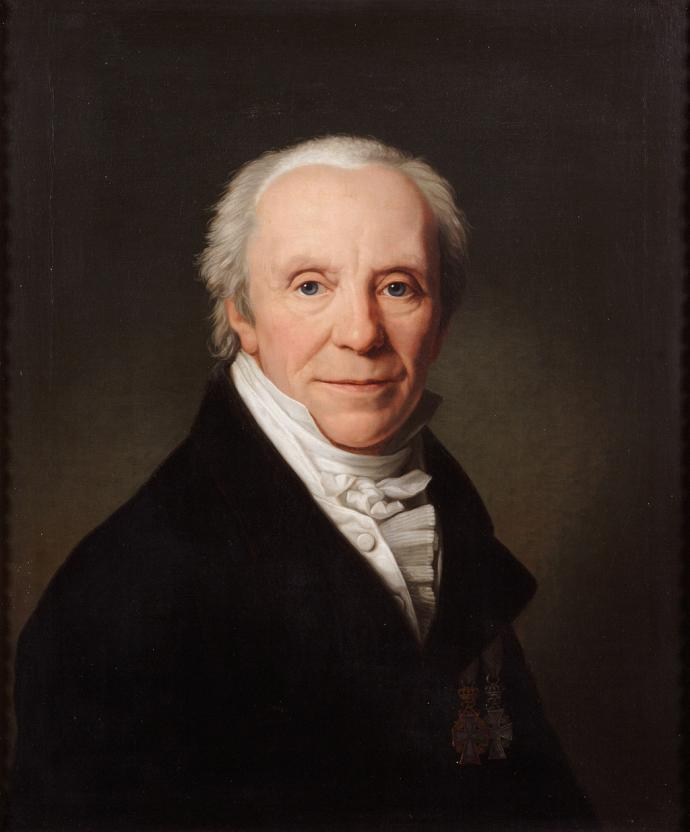
Retrato de C.F. Hansen, de Friedrich Carl Gröger, 1830.

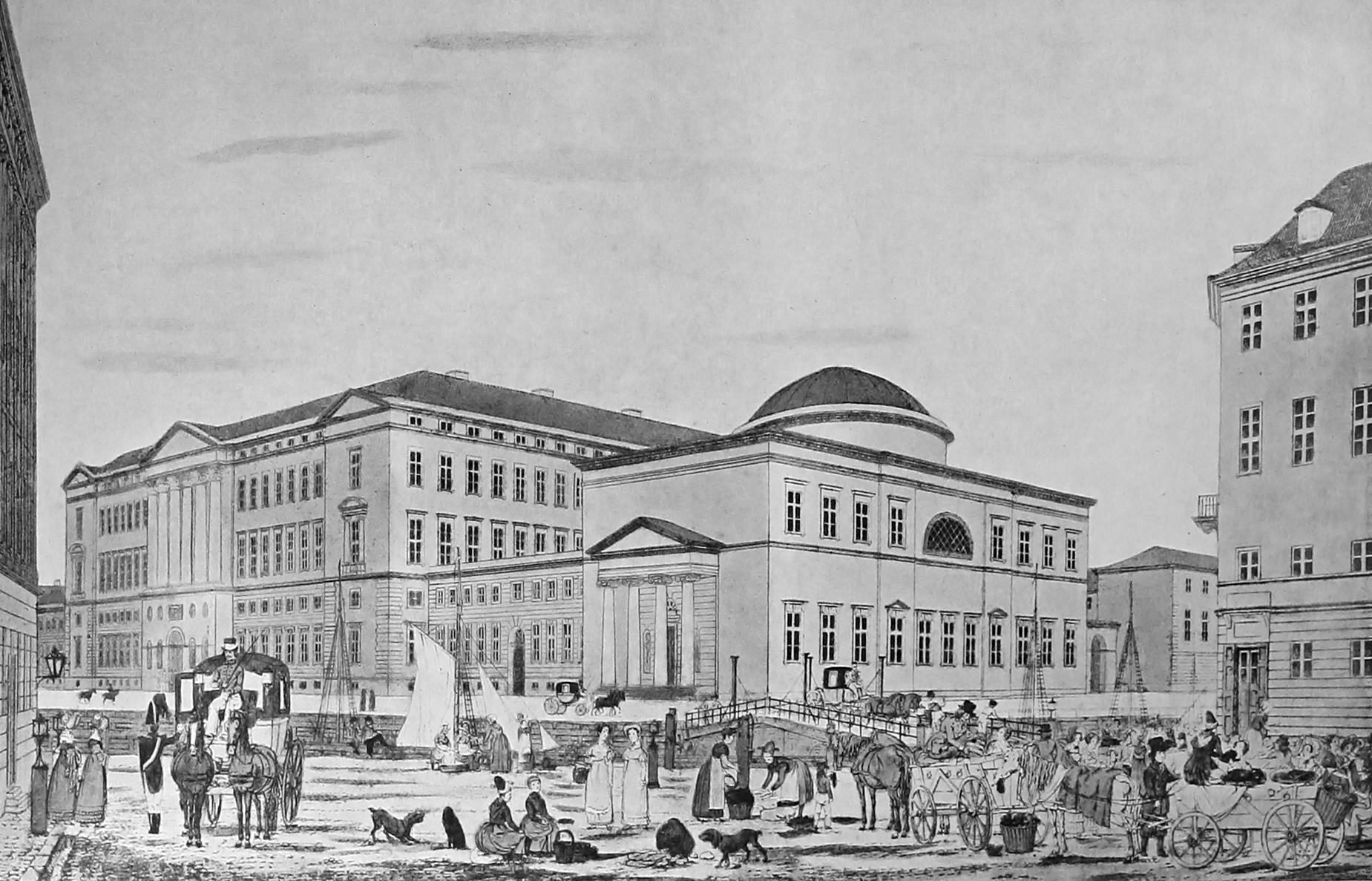
Antigo Palácio de Christiansborg, Copenhaga, 1837. Atualmente destruído.

Christian Frederik Hansen (Copenhaga, 26 de fevereiro de 1756 — Copenhaga, 10 de junho de 1845), conhecido como CF Hansen, foi um arquiteto dinamarquês. Estudou em Copenhaga, e mais tarde transferiu-se para Itália, depois para a Alemanha para continuar os seus estudos. Na primeira, trabalhou como professor em Holstein e mais tarde foi nomeado diretor da Academia de Copenhaga. Foi uma dos principais representantes do neoclassicismo dinamarquês. Entre as suas obras distingue-se a antiga Câmara Municipal de Copenhaga (1815), a Catedral de Nossa Senhora (1829) e o Antigo Palácio de Christiansborg (1803−1828).
Foi um proeminente membro da Real Academia de Belas Artes da Dinamarca, e o seu trabalho distingue-se pela simplicidade das linhas inspiradas no neoclassicismo. Foi aluno de Nicolas-Henri Jardin e de Caspar Frederik Harsdorff.

## Trabalhos
- Krummbek Manor, Lasbek, Alemanha (1803)
- Det Hvide Palæ, Randbøldal, Dinamarca (1839)
- Palácio de Christiansborg (2º), Copenhague, Dinamarca (1803 a 1828)
- Copenhagen Court House, Copenhagen, Dinamarca (1815)
- Igreja Hørsholm (1822-23)
- Igreja de Nossa Senhora (Copenhague), Copenhague, Dinamarca (1829)